# Еремеев, Пётр Васильевич
Пётр Васильевич Еремеев (11 июня 1911 года — 2 октября 1941 года) — советский лётчик-истребитель, на момент совершения подвига летом 1941 года — заместитель командира эскадрильи 27-го истребительного авиационного полка 6-го истребительного авиационного корпуса Московской зоны противовоздушной обороны, старший лейтенант. Герой Российской Федерации (21.09.1995, посмертно). Первый в истории Великой Отечественной войны лётчик, совершивший ночной воздушный таран.

## Биография
Родился 11 июня 1911 года в деревне Бердина Поляна (позднее именовалась Бердино, с 1981 года не существует, находилась на территории современного Иглинского района Башкирии). Там же окончил семилетнюю школу. После её окончания приехал в город Аша Уральской области (ныне в составе Челябинской области), где работал молотобойцем клепального цеха на Ашинском металлургическом заводе. В 1930 году Пётр Еремеев окончил Златоустовский механический техникум, в том же году вступил в ВЛКСМ. В 1932 года принят в ВКП(б).
В Красной Армии с мая 1933 года, зачислен по спецнабору. В 1936 году окончил Оренбургскую военную авиационную школу лётчиков. С 1936 года служил лётчиком-испытателем в Отряде особого назначения Научно-исследовательского института ВВС РККА. В мае-июне 1938 года на базе этого авиаотряда был сформирован 27-й истребительный авиационный полк ВВС Московского военного округа, в котором и продолжил службу лейтенант П. Еремеев.
В Великой Отечественной войне участвовал с июня 1941 года. Заместитель командира эскадрильи 27-го истребительного авиационного полка (6-й истребительный авиационный корпус ПВО, Московская зона ПВО) старший лейтенант Пётр Еремеев при отражении первого массированного налёта немецкой авиации на Москву в ночь на 22 июля 1941 года сбил немецкий бомбардировщик. Сам в этом бою получил ранение в лицо, однако не только вернулся на свой аэродром, но ещё дважды в этот день совершал боевые вылеты.
В ночь на 29 июля 1941 года на истребителе МиГ-3 впервые в отечественной военной истории совершил ночной таран вражеского бомбардировщика Ю-88 над населёнными пунктами Головино и Ново-Петровское Истринского района Московской области. Сбитый Петром Еремевым бомбардировщик был доставлен в Москву и выставлен для всеобщего обозрения на одной из площадей Москвы.
Таран Петра Еремева оказался подтверждён и немцами: один из членов экипажа сбитого самолёта (только это был не Ю-88, как указал в докладе Еремеев, а He111 из III/KG26) унтер-офицер А. Церабек (A. Zerabeck) сумел покинуть самолёт с парашютом и через несколько дней перейти линию фронта и добраться до своей части, где рассказал, что самолёт сбит тараном русским истребителем; остальные члены экипажа погибли.
С 26 августа 1941 года воевал командиром эскадрильи 28-го истребительного авиационного полка (4-я смешанная авиационная дивизия, Северо-Западный фронт). Полк базировался в районе города Осташков. За время участия в боях в составе ПВО Москвы им совершено около 50 ночных боевых вылетов, а с конца августа в составе 28 иап — ещё более 70 боевых вылетов (37 из которых — на штурмовку наземных целей). Сбил в ночных боях 2 вражеских самолёта, из которых один — таранным ударом.
Погиб в неравном воздушном бою 2 октября 1941 года в районе Красуха Калининской (ныне Тверской) области. Сбитый самолёт упал в лес примерно в 3 километрах от села. Лётчик был похоронен у места гибели в лесу предположительно жителями села. По официальным данным, в 1956 году был перезахоронен в братской могиле советских воинов на погосте Черёмуха в 3 километрах от деревни Красуха.
Однако в апреле 2020 года тверские поисковики и поисковики Центра современной истории обнаружили место падения самолёта П. В. Еремеева и рядом могилу с останками лётчика . Самолёт был достоверно идентифицирован по сохранившимся деталям с заводскими номерами, а лётчик по сохранившимся листкам с записями в найденном на останках медальоне, генетическая экспертиза подтвердила родство похороненного человека с сыном Петра Еремева. Старший лейтенант П. Еремев был перезахоронен на Аллее почётных захоронений Успенского кладбища города Челябинска.

## Память
- Имя П. В. Еремеева носит средняя школа № 1 города Аши Челябинской области, в которой учился Герой.
- В городе Аша названа улица именем П. Еремеева.
- В 2014 году ФГУП «Почта России» выпущены почтовая марка и почтовый конверт, посвященные подвигу Еремеева.
- Мемориальная доска Еремееву П. В. установлена на мемориальном комплексе славы в городе Златоуст Челябинской области.
- На здании Металлургического техникума в г. Златоусте где в 1932-1933 гг. учился герой, установлена памятная доска.

- Марка России, 2014  (ЦФА [АО «Марка»] № 1816)
- Мемориальная доска в городе Златоуст Челябинской области
- Мемориальная доска в городе Златоуст на здании Металлургического техникума

## Награды
- Герой Российской Федерации (21.09.1995, посмертно) — звание присвоено старшему лейтенанту Еремееву Петру Васильевичу Указом Президента Российской Федерации от 21 сентября 1995 года № 961 за мужество и героизм, проявленные в борьбе с немецко-фашистскими захватчиками в Великой Отечественной войне 1941—1945 годов
- Орден Красного Знамени (24.07.1941)[19]